# Verneuil-sur-Igneraie
Verneuil-sur-Igneraie település Franciaországban, Indre megyében. Lakosainak száma 343 fő (2022. január 1.). Verneuil-sur-Igneraie La Berthenoux, Lourouer-Saint-Laurent, Nohant-Vic, Saint-Chartier és Thevet-Saint-Julien községekkel határos.

## Népesség
A település népessége az elmúlt években az alábbi módon változott:
| Lakosok száma | 448  | 288  | 316  | 345  | 333  | 318  | 309  | 326  | 335  | 343  |
|               | 1968 | 1982 | 1990 | 2006 | 2013 | 2015 | 2017 | 2019 | 2020 | 2022 |